# Aconitum nakaoi
Aconitum nakaoi är en ranunkelväxtart som beskrevs av Michio Tamura. Aconitum nakaoi ingår i släktet stormhattar, och familjen ranunkelväxter. Inga underarter finns listade i Catalogue of Life.